# Milchbucktunnel
Der Milchbucktunnel ist ein 1820 Meter langer Strassentunnel in Zürich und Teil des Autobahnzubringers A1L der Autobahn A1.
Das im Jahre 1985 dem Verkehr übergebene Bauwerk liegt zwischen den Anschlüssen Zürich-Letten und Zürich-Unterstrass und besteht aus einer Tunnelröhre mit je einem Fahrstreifen Richtung Innenstadt und stadtauswärts. Eine mittlere, dritte Spur dient als Pannenstreifen. In Fahrtrichtung Norden folgt der Schöneichtunnel.
Wie die Sihlhochstrasse ist er ein realisierter Teil des umstrittenen Zürcher Expressstrassen-Y, das erstmals 1955 in zwei Expertenberichten vorgeschlagen wurde, um die A1 und die A3 mitten in der Stadt Zürich beim Letten zu verknüpfen, aber nicht fertig gebaut wurde.

## Verkehr
Der Tunnel sollte ursprünglich mit zwei Röhren ausgeführt werden, was allerdings durch eine Volksabstimmung in der Stadt Zürich abgelehnt wurde, so dass nur der Bau der östlichen Röhre zur Ausführung kam. Er endet an der Wasserwerkstrasse in der Zürcher Innenstadt beim Oberen Letten. Dort sollte er über der Limmat im Bereich der Badeanstalt mit einem Verkehrsdreieck die drei Nationalstrassen verknüpfen. Eine andere Planung sah vor, ihn unterirdisch zu führen, um im Sihltal die A1 mit der A3 zu verbinden.
Täglich befahren rund 50'000 Fahrzeuge den Tunnel.
In Fahrtrichtung Innenstadt befindet sich beim Nordportal zwischen den Fahrspuren eine Einfahrt zum unterirdischen Parkhaus Irchel. Zudem wurden beim Bau auch aus statischen Gründen diverse Räume erstellt, die teils von Zentralbibliothek, Sozialarchiv und Staatsarchiv genutzt werden.

## Bau

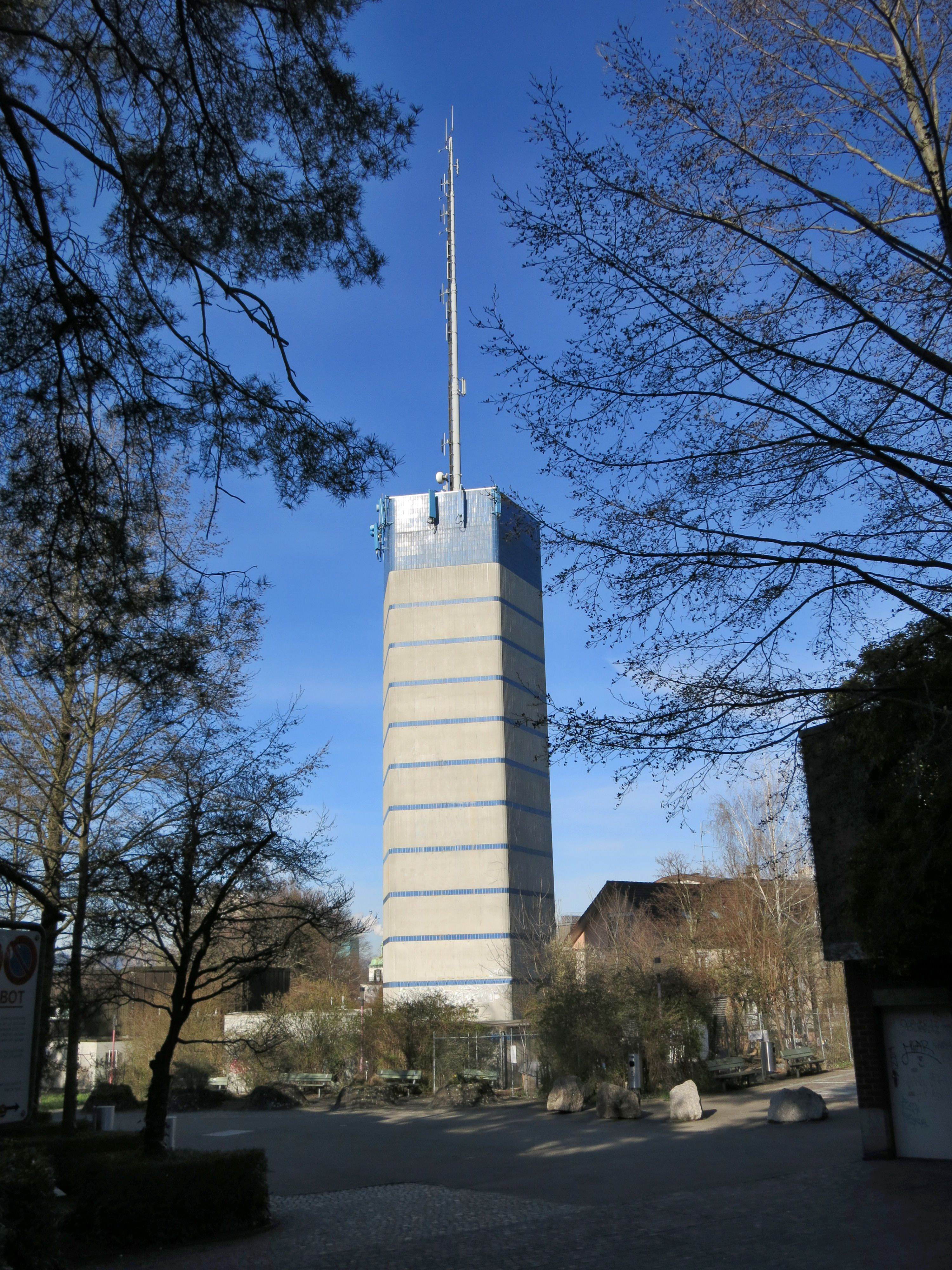
Abluftkamin an der Niklausstrasse

Der Milchbucktunnel weist ein mittleres Gefälle von 2,7 % von Norden nach Süden auf und verbindet das Glatt- mit dem Limmattal. Er unterquert den Höhenzug Milchbuck, ein vollständig überbautes Gebiet der Stadt Zürich. Dabei wird im Süden eine Moräne durchquert. Der Tunnelabschnitt wurde auf 250 Meter Länge mit einem Voreinschnitt hergestellt. Bei den folgenden 330 Metern kam ein Vollausbruch mit dem Gefrierverfahren zur Anwendung, wobei die Stampfenbachstrasse mit einer minimalen Überdeckung von 6,5 Metern und Wohn- und Geschäftshäuser in der Beckenhofstrasse mit 5,5 Metern unterquert wurden. Die anschliessende 960 Meter lange Strecke im Molassefels wurde mit einer Teilschnittmaschine im Teilausbruch durchfahren, abschliessend folgte noch der 280 Meter lange Voreinschnitt Nord. Der Ausbruchquerschnitt des 1310 Meter langen bergmännisch erstellten Tunnelabschnittes betrug rund 145 Quadratmeter. Insgesamt sind einschliesslich der Voreinschnitte 620'000 Kubikmeter Ausbruchmaterial angefallen. Die Tunnelröhre hatte lange Zeit einen Fahrstreifen Richtung Innenstadt und zwei stadtauswärts. Der Abluftkamin an der Niklausstrasse im Stampfenbachquartier  war schon früh wie der gesamte Bau ein Politikum; der spätere Stadtpräsident Elmar Ledergerber hatte schon 1980 eine Interpellation zu diesem Entlüftungskamin Süd eingereicht.
In den Jahren 2003 und 2006 fanden umfangreiche Instandsetzungsmassnahmen an dem Bauwerk statt. Im Mai 2011 begannen die Arbeiten für einen 1300 Meter langen Sicherheitsstollen. Dieser ist eine Fortführung des für die zweite Röhre bereits gebauten und teilweise ausgerüsteten Tunnelabschnitts im Portalbereich Letten bis zum Evakuationsschacht, der bei der Verkehrsleitzentrale der Kantonspolizei Zürich an der Nordstrasse 44 endet. Der Stollen wurde 2014 fertiggestellt und kostete 31 Millionen Franken. Parallel zur Baumassnahme wurde im Tunnel die Anzahl der Fahrstreifen reduziert, indem der mittlere Fahrstreifen zum Pannenstreifen wurde.